# Coenosopsia brasiliensis
Coenosopsia brasiliensis är en tvåvingeart som beskrevs av Verner Michelsen 1991. Coenosopsia brasiliensis ingår i släktet Coenosopsia och familjen blomsterflugor. Inga underarter finns listade i Catalogue of Life.